# Haftamnesh Tesfay
Haftamnesh Tesfay (ur. 28 kwietnia 1994) – etiopska lekkoatletka, specjalistka od biegów długich.
Czwarta zawodniczka biegu na 3000 metrów podczas juniorskich mistrzostw świata w Barcelonie (2012). Rok później została w Bambous mistrzynią Afryki juniorów. W 2015 była szósta w biegu na 5000 metrów podczas igrzysk afrykańskich w Brazzaville.
Złota medalistka mistrzostw Etiopii.

## Osiągnięcia
| Rok  | Impreza                                   | Miejsce     | Konkurencja         | Lokata     | Wynik    |
| ---- | ----------------------------------------- | ----------- | ------------------- | ---------- | -------- |
| 2012 | Mistrzostwa Afryki w biegach przełajowych | Kapsztad    | bieg juniorek       | 8. miejsce | 20:45    |
| 2012 | Mistrzostwa świata juniorów               | Barcelona   | bieg na 3000 metrów | 4. miejsce | 9:10,02  |
| 2013 | Mistrzostwa Afryki juniorów               | Bambous     | bieg na 3000 metrów | 1. miejsce | 9:32,3h  |
| 2015 | Igrzyska afrykańskie                      | Brazzaville | bieg na 5000 metrów | 6. miejsce | 15:52,10 |

## Rekordy życiowe
- Bieg na 3000 metrów – 8:40,80 (2016)
- Bieg na 5000 metrów – 15:10,85 (2016)